# Thomas F. O'Higgins
Thomas Francis O'Higgins (20 novembre 1890 - 1er novembre 1953) est un homme politique et médecin irlandais du Fine Gael qui est ministre de la Défense de 1948 à 1951, ministre de l'Industrie et du Commerce de mars 1951 à juin 1951 et chef de l'opposition de janvier 1944 à juin 1944. Il est Teachta Dála (TD) de 1929 à 1932 et de 1937 à 1953.
Après le meurtre de son père et de son frère pendant la guerre civile irlandaise dans les années 1920, il se radicalise politiquement et rejoint Cumann na nGaedhael, tout en devenant brièvement le chef des Chemises bleues.

## Jeunesse
O'Higgins grandit à Stradbally, comté de Laois, deuxième fils de seize enfants (huit garçons et huit filles) de Thomas Higgins et d'Anne Sullivan. Sa mère est la fille de Timothy Daniel Sullivan, nationaliste, journaliste, homme politique et poète irlandais. Le cousin germain de son père, Tim Healy, est l'un des députés irlandais les plus connus à la Chambre des communes britannique à la fin du XIXe siècle et plus tard le premier gouverneur général de l'État libre d'Irlande. Thomas grandit aux côtés de son jeune frère Kevin O'Higgins.
O'Higgins fait ses études au Presentation Convent de Stradbally, aux écoles des Christian Brothers à Maryborough (aujourd'hui Portlaoise) et au Clongowes Wood College dans le comté de Kildare avant d'étudier la médecine à l'University College de Dublin. Il obtient son diplôme de médecin en 1914. C'est alors qu'il exerce la médecine à Fontstown, dans le comté de Kildare, à la fin des années 1910, qu'il devient un responsable local du Sinn Féin et des Volontaires irlandais. En 1919, il est emprisonné deux fois ; il est d'abord envoyé à la prison de Mountjoy, à Dublin, puis au camp de Curragh, dans le comté de Kildare, pour avoir sollicité des souscriptions au premier prêt du Dáil Éireann.
Il devient commissaire municipal de Portlaoise en 1920, et est plus tard arrêté de nouveau pour avoir dirigé la population de Portlaoise dans une manifestation après la mort de Terence MacSwiney. En conséquence, il est envoyé à la caserne d'Abercorn dans le comté de Down, période pendant laquelle sa maison à Portlaoise est transformée en mess des officiers pour les Black and Tans après qu'ils ont expulsé sa femme et ses enfants.
C'est en 1921 qu'il ajoute le préfixe « O » à son nom de famille, une tendance courante à l'époque, notamment parmi les militants de la Ligue gaélique. Ceux qui ajoutaient un O à leur nom de famille pensaient simplement restaurer ce qui avait été supprimé lors de l'anglicisation des générations précédentes.

## Carrière militaire
O'Higgins soutient le traité anglo-irlandais et s'enrôle dans l'armée nationale de l'État libre d'Irlande en 1922 pendant la guerre civile irlandaise. Là, il est nommé capitaine du corps médical, puis devient commandant adjoint du corps médical et directeur des services médicaux avec le grade de colonel.

## Le meurtre de son père et de son frère

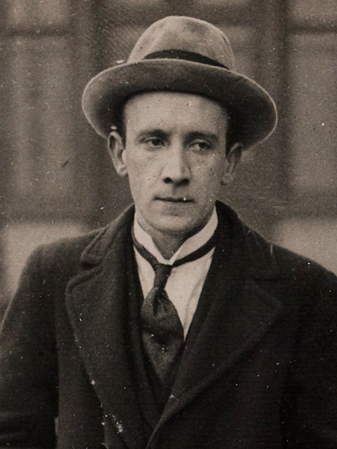
Le frère cadet d'O'Higgins, Kevin O'Higgins est ministre de la Justice lorsqu'il est assassiné en 1927 en représailles à la confirmation des condamnations à mort de républicains capturés pendant la guerre civile irlandaise.

Le 11 février 1923, son père est tué par l'IRA anti-traité lors d'un raid au domicile de son père. Le 10 juillet 1927, son frère Kevin O'Higgins, alors ministre de la Justice de Cumann na nGaedhael, est assassiné par l'IRA. Pendant la guerre civile, Kevin, en tant que ministre de la Justice, avait pris des mesures sévères pour réprimer l'IRA, notamment l'introduction de la peine de mort. Kevin confirme les condamnations à mort de 77 républicains capturés, dont celle de Rory O'Connor, qui avait été le témoin au mariage de Kevin. On pense que la mort de Thomas Senior et de Kevin était une mesure de représailles à ces condamnations à mort.

## Carrière politique
O'Higgins démissionne de sa commission militaire pour se présenter comme candidat Cumann na nGaedheal pour Dublin Nord à l'élection partielle du 14 mars 1929. Il remporte une victoire serrée contre Oscar Traynor du Fianna Fáil.
Aux élections générales de 1932, il change de circonscription et se présente cette fois pour Leix-Offaly, il est de nouveau élu. C'est le début d'un mandat de seize ans en tant que député pour Laois – Offaly.

### Avec les chemises bleues
L’atmosphère politique du début des années 1930 en Irlande est de plus en plus source de division. Les années 1920 voient le Parti travailliste comme la principale opposition au Dáil, mais en 1927, le Fianna Fáil abandonne son abstentionnisme et entre à la chambre, devenant ainsi la principale opposition, et s'oppose beaucoup plus ouvertement au Cumann na nGaedhael que ne l'avaient fait les travaillistes. Le Fianna Fáil a subi des pressions pour abandonner partiellement son abstentionnisme après que Kevin O'Higgins, en tant que ministre de la Justice, ait présenté une loi obligeant tous les candidats politiques à jurer qu'ils prêteraient le serment d'allégeance s'ils étaient élus au Dáil. Le Fianna Fáil accepte finalement de le faire après avoir rejeté le serment comme une « formule vide ». Le début de la Grande Dépression accroit encore les tensions alors que l’économie s’effondre.
C'est au milieu de cette période que le Fianna Fáil remporte les élections générales de 1932. Dès son entrée au gouvernement, le Fianna Fáil entreprend de libérer de nombreux prisonniers politiques arrêtés par Cumann na nGaedhael au cours des années précédentes. En conséquence, de nombreux membres de l’IRA sont libérés. L'IRA et de nombreux prisonniers libérés, qui méprisaient Cumann na nGaedhael, lancent une « campagne d'hostilité implacable » contre ceux associés à l'ancien gouvernement Cumann na nGaedheal. Frank Ryan, l'un des socialistes les plus éminents de l'Irlande des années 1930, actif au sein de l'IRA et du Congrès républicain, déclare : « tant que nous aurons les poings et les bottes, il n'y aura pas de liberté d'expression pour les traîtres ». En conséquence, de nombreuses réunions publiques de Cumann na nGaedhael commencent à être perturbées par les membres de l'IRA.
En réponse, d'anciens membres de l'Armée nationale et des partisans du parti Cumann na nGaedhael forment l'Association des camarades de l'armée (ACA), mieux connue sous le nom de Chemises bleues. L'organisation assure les services d'ordre lors des réunions de Cumann na nGaedhael et commence à s'engager dans des combats de rue avec les membres de l'IRA. En août 1932, O'Higgins est invité à devenir le chef de l'ACA, ce qu'il accepte. O'Higgins est rejoint dans l'organisation par ses collègues députés de Cumann na nGaedhael Ernest Blythe, Patrick McGilligan et Desmond FitzGerald. C'est sous la direction d'O'Higgins que l'ACA passe d'une association d'anciens membres de l'Armée nationale à un mouvement de croisade de droite lié à Cumann na nGaedhael. O'Higgins demande aux membres de l'ACA de défendre le droit à la liberté d'expression et de réunion contre la « brutalité républicaine » et de défendre les valeurs chrétiennes contre les « influences communistes » qui, selon lui, entraient en Irlande via l'IRA.
En 1933, le Fianna Fáil convoque une élection surprise qui lui permet de consolider son pouvoir au sein du Dáil. Ce printemps-là, O'Higgins confie la direction de l'ACA à Eoin O'Duffy, l'ancien commissaire de la Garda qui vient d'être limogé par Éamon de Valera. O'Duffy oriente l'ACA dans une direction plus radicalement dure, en la rebaptisant « Garde nationale » et en adoptant de nombreux éléments du fascisme européen tels que le salut romain à bras tendus, les uniformes et d'immenses rassemblements publics.
En août 1933, le Fianna Fáil interdit la Garde nationale à la suite d'une marche avortée sur Dublin. En conséquence, en septembre, la Garde nationale, le Parti du Centre national et Cumann na nGaedhael fusionnent en un seul nouveau parti, le Fine Gael. O'Duffy est nommé chef, avec William T. Cosgrave de CnaG remplacé pour éviter l'idée que le nouveau parti n'est qu'une continuation de CnaG. La Garde nationale, désormais connue sous le nom de Young Ireland Association, devait être une aile jeunesse du parti. O'Higgins joue un rôle clé dans la défaite de la nouvelle alliance. Représentant la Garde nationale dans la phase de négociation, il devient membre du premier exécutif national du Fine Gael et siège sur les premiers bancs du Dáil.
En septembre 1933, la Gardai attaque le quartier général de la Garde nationale à Dublin. En réponse, O'Higgins et Desmond FitzGerald conduisent d'autres députés du Fine Gael à porter la chemise bleue de la Garde nationale dans la chambre du Dáil. En février 1934, lors de la première convention nationale du Fine Gael, O'Higgins dénonce le Fianna Fáil comme « l'avant-garde de la politique communiste ici » et qualifie Éamon de Valera d'« agent archi-communiste ». O'Higgins fait partie des dirigeants du Fine Gael les plus ouverts à l'introduction de politiques de corporatisme poussées par des membres des chemises bleues tels que James Hogan, Michael Tierney et Ernest Blythe.

### Au Fine Gael
O'Duffy ne reste qu'un an à la tête du parti avant d'être remplacé par Cosgrave. O'Higgins est nommé vice-président du parti et, en octobre 1936, réorganise les Chemises bleues, abolissant leur statut de groupe semi-indépendant au sein du Fine Gael et rendant leurs dirigeants directement responsables devant le comité permanent du parti. Cela amorce la tendance générale à la suppression des chemises bleues et à leur fusion dans le courant dominant du parti.
Pendant la Seconde Guerre mondiale, O'Higgins défend le droit de James Dillon de s'exprimer contre la position du parti consistant à soutenir la neutralité irlandaise aux côtés du Fianna Fáil. Dillon souhaite voir l'Irlande rejoindre les Alliés contre les puissances de l'Axe.
Il devient chef parlementaire du Fine Gael en 1944, alors que l'ancien chef, Richard Mulcahy, tente de se faire élire au Seanad Éireann et de conserver son poste.

### Retour au gouvernement
Lors des élections générales de 1948, O'Higgins quitte la circonscription de Laois-Offaly afin de permettre à son fils Tom O'Higgins de s'y présenter avec succès. O'Higgins représente alors Cork Borough. Lors de la même élection, l'autre fils d'O'Higgins, Michael O'Higgins, est également élu pour Dublin Sud-Ouest.
En 1948, il rejoint le gouvernement de John A. Costello en tant que ministre de la Défense. Il est ministre de l'Industrie et du Commerce de mars 1951 à juin 1951.
O'Higgins est décédé alors qu'il est encore en fonction en 1953. Le 3 mars 1954, Stephen Barrett du Fine Gael remporte l'élection partielle pour le siège vacant.